# Tři mušketýři (Benatzky)
Tři mušketýři (v německém originále Die drei Musketiere) je – podle označení zvoleného autory – „singspiel“ (zpěvohra) ve dvou dějstvích a patnácti obrazech původem moravského skladatele Ralpha Benatzkého, která má rysy jak operety, tak revue a muzikálu. Sám skladatel své dílo označil jako „hru z romantické doby s hudbou včerejška i dneška“. Libreto sepsali Rudolph Schanzer a Ernst Welisch na základě motivů ze stejnojmenného románu francouzského spisovatele Alexandra Dumase staršího. Vedle Benatzkého, který většinu melodií napsal nebo aranžoval, se na hudební podobě díla podíleli též Adam Gelbtrunk, který hudebně aranžoval tance, Grete Walter, která sestavila operní parodii, a Fred Ralph, Oskar Stalla a Jerzy Fitelberg, kteří provedli celkovou instrumentaci.

## Historie a charakteristika
Po úspěchu Casanovy, výpravné revuální operety, jejíž hudbu sestavil z motivů Johana Strausse mladšího skladatel Ralph Benatzky, našel ředitel berlínského divadla Großes Schauspielhaus Erik Charell nový námět na revue roku 1928 na cestě po Spojených státech, kde viděl moderní operetu Tři mušketýři skladatele českého původu Rudolfa Frimla.
Benatzky již v Casanovovi použil metody pasticcia z melodií Johanna Strausse upravených do moderní podoby. Ve Třech mušketýrech dosáhl dobového tónu využitím řady melodií francouzské hudby, nikoli snad z doby mušketýrů, ale z doby Dumase staršího (Auber, Meyerbeer, ale též Franz Schubert…), kombinovanou s moderními rytmy a ozvuky dobových šlágrů. Taková byla Charellova představa; Benatzky (podle svých deníků) nebyl spokojen, že musí opět pomáhat cizí hudbě místo své vlastní.
Premiéra Tří mušketýrů se konala 31. srpna 1929 v berlínském divadle Großes Schauspielhaus (Velké divadlo) v Charellové režii. Choreografii uspořádal Heinrich Kröller, výpravu navrhl Ernst Stern a dirigoval Ernst Hauke. Vystupovali přitom mj. Trude Hesterberg, Trude Lieske, Göta Ljungberg, Käte Lenz, La Jana, Marianne Winkelstern, Alfred Jerger, Siegfried Arno, Max Hansen, Paul Morgan, Joseph Schmidt, Paul Wegener a skupina Harmonika Vagabounds.
V českých zemích provedla Benatzkého Tři mušketýry poprvé Velká opereta (nyní Divadlo v Dlouhé) podnikatele Bedřicha Jeřábka, která se zpočátku specializovala na velké a inscenačně náročné revuální operety amerického stylu: první byla Píseň pouště Sigmunda Romberga, poté Frimlova Rose Marie a jako třetí 25. března 1930 Tři mušketýři. Tím výjimečně předstihla i československé německojazyčné scény, které zpravidla německé novinky uváděly jako první. Přestože byla zredukována na 13 obrazů, měla na české poměry oslňující výpravu (od šéfa výpravy Národního divadla Josefa Gottlieba), d'Artagnana hrál barytonista Národního divadla Hilbert Vávra. Opereta se po tři měsíce dávala za zvýšené vstupné a dosáhla 113 představení. Následně ji hrála ještě tři česká divadla, přičemž Městské divadlo v Olomouci i odkoupilo pražskou výpravu. Tři mušketýry však hrála i německá divadla (Cheb, Ústí nad Labem, Most, Opava…)
Dlouho zapomenutá opereta zažila úspěšnou renesanci při inscenacích roku 2006 v divadle v Nordhausenu (Theater Nordhausen), roku 2008 v Lidovém divadle v Rostocku (Volkstheater Rostock) a roku 2009 v Městském divadle v Gießenu (Stadttheater Gießen), ve spektakulárnějším provedení pak roku 2011 v saských městech Zwickau a Plauen a v Badenu u Vídně.
Benatzkého opereta není jediným hudebně-dramatickým zpracováním námětu. Jen v českých divadlech se již dříve hrály stejnojmenné operety Rudolfa Reimanna a Leona Jessela, prakticky současně měla premiéru i opereta Tři mušketýři od Rudolfa Kubína, koncem 30. let 20. století vznikla stejnojmenná hudební komedie na text Vítězslava Nezvala s hudbou Alexandra Podaševského. Nejvíce se však v českých divadlech hráli Tři mušketýři od Rudolfa Frimla. Jedním z posledních hudebně divadelních zpracování je muzikál Tři mušketýři Michala Davida (2004).
Podle českého operetního znalce Miroslava Šulce se Benatzky ve Třech mušketýřích „[n]epokoušel [...] o nové tvůrčí postupy, s úspěchem však spojil tradiční intonaci s moderní mluvou“.

## Osoby a obsazení premiéry
- Královna Anna, regentka Francie (soprán) – Göta Ljungberg
- D’Artagnan, mušketýr (tenor) – Alfred Jerger
- Porthos, mušketýr (tenor) – Max Hansen
- Aramis, mušketýr (tenor buffo) – Siegfried Arno
- Leona de Castro (soprán) – Trude Hesterberg
- Miotte, mlynářova dcera (soprán (subreta)) – La Jana
- Král Ludvík XIV., třináctiletý (mezzosoprán) – Robby Hanke
- Manon, kardinálova neteř (soprán (subreta)) – Trude Lieske
- Kardinál (mluvená role) – Paul Wegener
- Páter Ignotus aneb žebrák od sv. Eustacha (mluvená role) – Max Schreck
- Caramel, cukrář (mluvená role) – Paul Morgan
- Laredo, cikán (vysoký tenor) – Joseph Schmidt
- Brissard, kořenář (tenor)
- Jeho žena (mezzosoprán)
- Hejtman kardinálovy gardy (tenor)
- Madame Chevreuse (mluvená role)
- Dvorní dáma (mluvená role)
- Plukovník de Tréville, velitel mušketýrů (mluvená role)
- Cathérine, Miottina matka (mluvená role)
- Madame Friquet, hostinská (mluvená role)
- Aminta, cikánka (taneční role) – Marianne Winkelstern
- Polo, cikán (mluvená role) – Iwan Orlik
- Grüezli, kardinálův kočí (mluvená role)
- Vyvolavač (mluvená role)
- Gardista (mluvená role)
- Lodník (mluvená role)
- Námořník (mluvená role)
- Dvanáctiletá infantka španělská (němá role)
- Abatyše (němá role)
- Trhovkyně, španělské dvořanstvo, pařížský lid, žebráci, pašeráci, cikáni, námořníci, mlynářky a mlynáři, uličníci (sbor, balet a statisté)

## Instrumentace
Dvě flétny, hoboj, dva klarinety, tři saxofony, fagot, tři lesní rohy, tři trubky, tři pozouny, harfa, klavír, bicí souprava a smyčce.

## Děj

### 1. dějství
1. obraz (předehra): ulice v Paříži)
„Jeden za všechny – všichni za jednoho“ je heslo tří mušketýrů d’Artagnana, Porthose a Aramise. Nebojují pro peníze, nýbrž – pod vedením plukovníka de Tréville – jen pro čest a slávu. Zvláštní nenávisti se u nich těší kardinál Mazarin, který vykonává úřad ministra vnitra. Není ani o chlup lepší než jeho předchůdce Richelieu, který také neváhal poslat svou tělesnou stráž postupovat bezohledně proti lidu. Naopak panující královně zachovávají tři mušketýři věrnost.
2. obraz: kardinálova komnata
Královna Anna právě hraje šachy s Mazarinem; ona nemůže svého ministra vystát a ráda by viděla, kdyby byl zbaven úřadu, ale jeho vliv je příliš velký, než aby jej bylo možné násilně svrhnout. – Je před ni předveden d’Artagnan, protože se provinil proti jí vyhlášenému zákazu soubojů. Královna se nejprve chystá hříšníka pokárat; ale když vidí, jaký je mušketýr pohledný chlapík, nejenže mu milostivě odpustí, ale navíc mu svěří svůj pečetní prsten. Z plánovaného pokárání zůstane jen jemná prosba, aby se napříště zdržel soubojů.
3. obraz (první mezihra): ulice před hradbou
Kardinál chce do svých intrik zatáhnout svou neteř Manon, která právě pobývá v Paříži. Ale ta není tak bláhová, aby se nechala zatáhnout do plánů svého strýce. Aby d’Artagnana vlákal do pasti, pověří kardinál svou milenku Leonu de Castro, aby jej vyprovokovala k souboji.
4. obraz: dvůr vojenské krčmy
Leona se – v přestrojení za mladého rytíře – vypraví do oblíbené krčmy tří mušketýrů. Nadává na to i ono, ale mušketýry to nevyvádí z míry. Teprve když Leona začne ve svých urážet královnu, ztratí d’Artagnan trpělivost. Vytasí kord a vrhne se na ni. Jak bylo umluveno, objeví se právě v tom okamžiku kardinál. Ihned chce dát duelistu zatknout. Když se ten ale vykáže královniným pečetním prstenem, poznává Mazarin, že jeho plán selhal.
5. obraz (druhá mezihra): ulice před hradbou
Kardinál se nevzdává a k dalším intrikám proti královně nachází ochotného pomocníka v páteru Ignotovi. Převlečen za žebráka od svatého Eustache se Ingotus pokouší poštvat lid proti královně. Koneckonců je to rozená Španělka! Proto se také domnívá, že je u lidu neoblíbená. Pod vedením cukráře Caramela se vzbouřený lid skutečně vydává k Louvru.
6. obraz: předpokoj královské ložnice
Královně Anne se s pomocí tří mušketýrů podaří lid znovu upokojit. Kardinál ji však přemlouvá, aby se „pro vlastní bezpečnost“ uchýlila na hrad Nanterre. Má v úmyslu ji tam držet až do rezignace a mezitím vést válku proti Španělsku.
7. obraz (třetí mezihra): ulice před hradbou
Armáda pořádá přehlídku před královnou, k níž věrně stojí.
8. obraz: vojenský tábor – stanové město
Královna Anna dorazila do vojenského tábora a chystá se zhatit Mazarinovy válečné plány. Snaží se naopak zlepšit vztahy Francie a svého rodného Španělska, a proto zamýšlí oženit svého syna Ludvíka XIV. se španělskou infantkou. Na to je sice nyní ještě příliš brzo, protože oba vyvolení jsou ještě děti, ale první krok – zásnuby – je přece možné učinit již teď. Mazarin se naoko staví s královniným záměrem srozuměn. Anna svěří d’Artagnanovi listinu, kterou má doručit španělskému králi. Tři mušketýři se vydávají společně na cestu.

### 2. dějství
9. obraz: park
Kardinál se nevzal naděje, že královniným španělským plánům zabrání, a pověřuje Leonu, aby mušketýry o dopis připravila.
10. obraz (čtvrtá mezihra): cikánský tábor
Z pověření Mazarina najala Leona tlupu cikánů, která nyní na mušketýry číhá ještě před španělskými hranicemi, aby se jim pokusila dopis uloupit. Zdá se, že budou mít úspěch: přepadení se podařilo a dopis padl do Leoniných rukou.
11. obraz: pašerácký přístav
Porthos byl při přepadení raněn a Aramis jej odváží zpátky do paříže. D'Artagnan pokračuje do Madridu sám.
12. obraz (pátá mezihra): opona s obrazem mlýna a 13. obraz: interiér mlýna
Kardinál převezme od Leony uloupený dopis, musí však konstatovat, že se jedná jen o bezcennou napodobeninu.
14. obraz (šestá mezihra): postranní ulice
D'Artagnan se vrací do Paříže; podařilo se mu doručit pravý dopis a nyní může královně vyřídit příznivou odpověď.
15. obraz: Velký sál
I poslední povstání, který se kardinál pokusil proti královně vyvolat, bylo statečnými mušketýry potlačeno. Zásnubám Ludvíka XIV. se španělskou princeznou již nestojí nic v cestě.